# Eduard Klimek
Eduard Klimek (24. září 1946, Moravany - 15. prosince 2017) byl český silniční motocyklový závodník.

## Závodní kariéra
Závodit začal v roce 1965 na motocyklu Walter 350 cm³. Během vojny pořídili se starším bratrem Evženem motocykl Ravo 250 cm³ a později Tatran 125 cm³ a Ravo 125 cm³. Závodil především v nejslabší třídě do 50 cm³. Začínal na motocyklu Tomos, od roku 1972 jezdil v mistrovství Československa na motocyklu Kreidler 50 cm³. V roce 1974 skončil v mistrovství Československa na druhém místě za Františkem Kročkou. Později přešel do třídy do 125 cm³, kde jezdil na motocyklech Maico a Morbidelli. Závodní kariéru ukončil v roce 1984. Od roku 2009 jezdil závody veteránů na motocyklu Kovrovec 175 cm³. Při závodě v Radvanicích měl nezaviněnou kolizi s dalšími závodníky, na jejíž následky po několika letech zemřel.

## Úspěchy
- Mistrovství Československa silničních motocyklů - celková klasifikace
  - 1972 do 50 cm³ - 5. místo
  - 1973 do 50 cm³ - 4. místo
  - 1974 do 50 cm³ - 2. místo
  - 1975 do 50 cm³ - 6. místo
  - 1975 do 125 cm³ - 14. místo
  - 1976 do 50 cm³ - 6. místo
  - 1976 do 125 cm³ - 23. místo
  - 1977 do 50 cm³ - 11. místo
  - 1978 do 125 cm³ - 19. místo
  - 1979 do 125 cm³ - 20. místo
  - 1980 do 125 cm³ - 8. místo